# 楞上站
楞上站位于中华人民共和国江西省南昌市青山湖区湖坊镇与青云谱区徐家坊街道交界解放西路，是南昌地铁2号线的地铁车站。

## 车站结构
楞上站为地下二层岛式站台车站，总长204米，车站宽度19.7米，风亭数量2个，总建筑面积13331.56平方米，其中地上523.89平方米，地下12807.67平方米。

### 楼层
| 1层  | 地面               | 出入口                     |  |  |
| -1层 | 站厅               | 自动售票机、客服中心       |  |  |
| -2层 |                    | █ 2号线 往南路（辛家庵）   |  |  |
|      | 岛式站台，左侧开门 |                            |  |  |
|      |                    | █ 2号线 往南昌东站（北罗） |  |  |

### 出入口
| 编号                   | 指示         | 图片 | 建议前往的目的地             |
| ---------------------- | ------------ | ---- | ---------------------------- |
| 出口 · 1L              | 解放西路南侧 |      | 博览路、楞上花园             |
| 出口 · 2L              | 解放西路北侧 |      | 南昌市解放路学校             |
| 出口 · 3L              | 解放西路北侧 |      |                              |
| 出口 · 4L · 升降机标志 | 解放西路南侧 |      | 博文路、1962文创园、楞上花园 |
| 註： 設有              |              |      |                              |

## 历史
本站在二期规划调整公示时称作解放西路站，环评阶段及往后均称作楞上站，以车站所处的楞上为名。不过相比于辛家庵站，本站更接近传统意义上的辛家庵地区。
2022年
- 1月，车站开工[5]。
- 6月4日，首幅地下连续墙开工[6]。

2023年5月15日，车站封顶。
2025年6月28日，车站随2号线东延段开通而启用。